# Medici (televisieserie)
Medici is een Brits-Italiaanse televisieserie over de familie Medici, die over de Republiek Florence heerste in de vijftiende eeuw. Tijdens het eerste seizoen beter bekend onder de naam Medici: Masters of Florence en tijdens seizoen twee en drie als Medici: The Magnificent. In België werd de serie uitgezonden onder de titel The Medicis.

## Plot
De serie speelt zich af in 15e-eeuws Florence. De protagonist van de serie is Cosimo de Oude (Richard Madden), de zoon van Giovanni di Bicci (Dustin Hoffman), die na de moord op zijn vader de befaamde bank overnam. In de serie wordt gewerkt met flashbacks van twintig jaar geleden die elkaar afwisselen, waarin de vader een rol speelt.
In het tweede seizoen focust de serie op Lorenzo I de' Medici, de kleinzoon van Cosimo de' Medici.

## Rolverdeling

### Hoofdpersonages
| Personage                         | Acteur/Seizoen       | Acteur/Seizoen         | Acteur/Seizoen          |
| Personage                         | Seizoen 1            | Seizoen 2              | Seizoen 3               |
| --------------------------------- | -------------------- | ---------------------- | ----------------------- |
| Piero de' Medici                  | Alessandro Sperduti  | Julian Sands           |                         |
| Lucrezia Tornabuoni               | Valentina Bellè      | Sarah Parish           |                         |
| Cosimo de' Medici                 | Richard Madden       |                        |                         |
| Lorenzo de' Medici (de Oude)      | Stuart Martin        |                        |                         |
| Contessina de' Bardi              | Annabel Scholey      | Annabel Scholey        |                         |
| Giovanni di Bicci                 | Dustin Hoffman       |                        |                         |
| Marco Bello                       | Guido Caprino        |                        |                         |
| Ugo Bencini                       | Ken Bones            |                        |                         |
| Rinaldo degli Albizzi             | Lex Schrapnel        |                        |                         |
| Andrea Pazzi                      | Daniel Caltagirone   |                        |                         |
| Filippo Brunelleschi              | Alessandro Preziosi  |                        |                         |
| Ormanno Albizzi                   | Eugenio Franceschini |                        |                         |
| Maddalena                         | Sarah Felberbaum     |                        |                         |
| Bianca                            | Miriam Leone         |                        |                         |
| Ricciardo                         | Michael Schermi      |                        |                         |
| Emilia                            | Tatjana Inez Nardone |                        |                         |
| Alessandra Albizzi                | Valentina Cervi      |                        |                         |
| Bernardo Guadagni                 | Brian Cox            |                        |                         |
| Jacopo de' Pazzi                  |                      | Sean Bean              |                         |
| Lorenzo de' Medici (il Magnifico) |                      | Daniel Sharman         | Daniel Sharman          |
| Giuliano de' Medici               |                      | Bradley James          |                         |
| Francesco de' Pazzi               |                      | Matteo Martari         |                         |
| Clarice Orsini                    |                      | Synnøve Karlsen        | Synnøve Karlsen         |
| Sandro Botticelli                 |                      | Sebastian De Souza     | Sebastian De Souza      |
| Paus Sixtus IV                    |                      | Raoul Bova             | John Lynch              |
| Lucrezia Donati                   |                      | Alessandra Mastronardi | Alessandra Mastronardi  |
| Simonetta Vespucci                |                      | Matilda Lutz           |                         |
| Bianca de' Medici                 |                      | Aurora Ruffino         | Aurora Ruffino          |
| Carlo de' Medici                  |                      | Callum Blake           | Callum Blake            |
| Tommaso Peruzzi                   |                      |                        | Toby Regbo              |
| Piero de' Medici                  |                      |                        | Louis Partridge         |
| Giovanni de' Medici               |                      |                        | William Franklin Miller |
| Giulio de' Medici                 |                      |                        | Jacob Dudman            |
| Maddalena de' Medici              |                      |                        | Grace May O'Leary       |
| Girolamo Savonarola               |                      |                        | Francesco Montanari     |
| Bruno Bernardi                    |                      |                        | Johnny Harris           |
| Girolamo Riaro                    |                      | Marius Bizau           | Jack Roth               |

### Terugkerende gastpersonages
| Personage             | Acteur/seizoen      | Acteur/seizoen       | Acteur/seizoen          |
| Personage             | Seizoen 1           | Seizoen 2            | Seizoen 3               |
| --------------------- | ------------------- | -------------------- | ----------------------- |
| Mastro Bredani        | Fortunato Cerlino   |                      |                         |
| Piccarda Bueri        | Frances Barber      |                      |                         |
| Lupo Corona           | Alberto Sette       |                      |                         |
| Vieri                 | Brando Leon Rustici |                      |                         |
| Federigo Malavolti    | Giorgio Caputo      |                      |                         |
| Paus Eugenius IV      | David Bamber        |                      |                         |
| Guglielmo de' Pazzi   |                     | Charlie Vickers      |                         |
| Bastiano Soderini     |                     | Jacopo Olmo Antinori | Jacopo Olmo Antinori    |
| Nori                  |                     | Beniamino Brogi      | Beniamino Brogi         |
| Nicolò Ardinghelli    |                     | Pietro Ragusa        | Pietro Ragusa           |
| Cesare Petrucci       |                     | David Brandon        | David Brandon           |
| Angelo Poliziano      |                     | Jack Bannon          | Jack Bannon             |
| Galeazzo Maria Sforza |                     | Tam Mutu             |                         |
| Roberto Cavalcanti    |                     | Alan Cappelli Goetz  |                         |
| Guido Cavalcanti      |                     | Michele Balducci     |                         |
| Bona van Savoy        |                     | Miriam Dalmazio      |                         |
| Francesco Salviati    |                     | Jacob Fortune-Lloyd  |                         |
| Marco Vespucci        |                     | Alessio Vassallo     |                         |
| Latino Orsini         |                     | Bruce McGuire        | Bruce McGuire           |
| Antonio Maffei        |                     | Brando Pacitto       |                         |
| Andrea Foscari        |                     | Maurizio Lombardi    |                         |
| Caterina Sforza       |                     | Nicole Brugnoli      | Rose Williams           |
| Giacomo Spinelli      |                     |                      | Giorgio Marchesi        |
| Alfonso II van Napels |                     |                      | Marco Foschi            |
| Vanni                 |                     |                      | Raniero Monaco di Lapio |
| Ricci                 |                     |                      | David Brooks            |
| Leonardo da Vinci     |                     |                      | Stephen Hagan           |
| Quintino              |                     |                      | Gualtiero Burzi         |
| Niccolò Machiavelli   |                     |                      | Vincenzo Crea           |
| Ludovico Sforza       |                     |                      | Daniele Pecci           |
| Paus Innocentius VIII |                     |                      | Neri Marcorè            |

## Seizoenen
| Seizoen | Afleveringen | Oorspronkelijke uitzendperiode | Oorspronkelijke uitzendperiode |
| Seizoen | Afleveringen | Begin                          | Einde                          |
| ------- | ------------ | ------------------------------ | ------------------------------ |
| 1       | 8            | 18 oktober 2016                | 8 november 2016                |
| 2       | 8            | 23 oktober 2018                | 13 november 2018               |
| 3       | 8            | 2 december 2019                | 11 december 2019               |

## Productie

### Filmlocaties

#### Lazio
- Pantheon
- De oude binnenstad van Viterbo
- Kasteel van Bracciano[1]
- Kasteel van Santa Severa[2]
- Kasteel van Rota[3]
- Villa Adriana in Tivoli
- Villa Farnese in Caprarola[4]

#### Toscane
- Firenze
- Pienza
- Val D'Orcia
- Bagno Vignoni
- Montepulciano
- Volterra

### Historische correctheid
Hoewel de hele serie zich afspeelt in de eerste helft van de vijftiende eeuw, dateren de meeste decors van later datum, sommige zelfs van de zestiende eeuw. Ook de kostuums en de haardracht van de mannen (kort en met baardjes) stammen uit het tweede kwart van de zestiende eeuw, dat wil zeggen de tijd van Cosimo I de' Medici.